# Jader Marsch

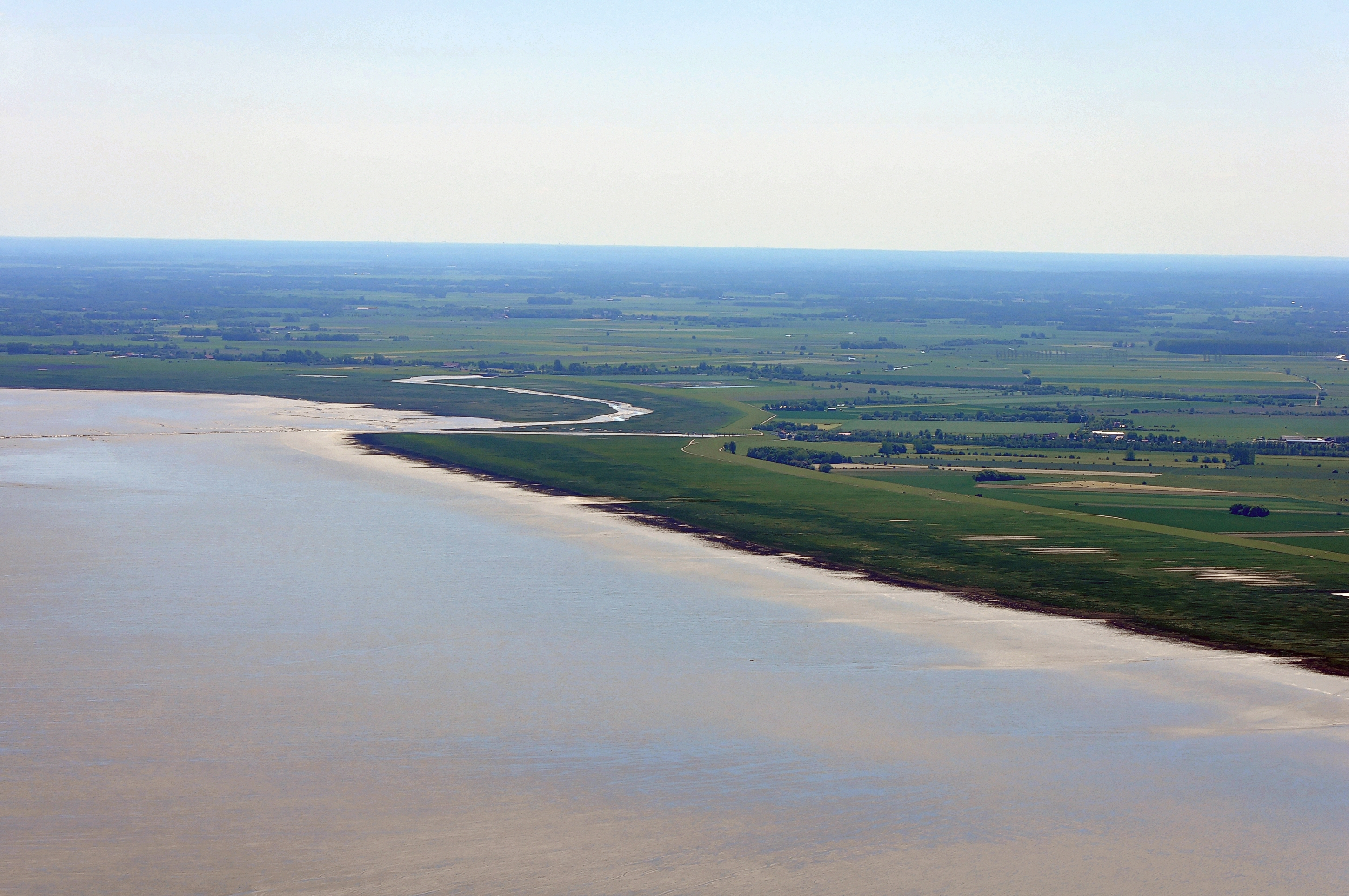
Blick auf die Jader Marsch

Als Jader Marsch wird das Marschland im Süden des Jadebusens bezeichnet.

## Gebietsbeschreibung
Die Jader Marsch ist eingedeichtes Marschland. Es liegt im Süden des Jadebusens beiderseits der Jade. Im Westen grenzt es an die Geestplatte von Varel und im Osten geht sie in das Stadtland über. Die Jader Marsch ist von einem dichten Kanalnetz durchzogen. Daneben gibt es einzelne kleine künstlich angelegte Teiche/Pütten und Kuhlen. Sie entstanden zum großen Teil durch den Bodenabbau im Zuge der Kleientnahme für den Deichbau. Südlich der B437 gibt es große, geschlossene, unbesiedelte und strukturarme Grünlandgebiete, die sich kleinflächig auch nördlich des Vareler Hafens finden. Der Südender sowie der Nordender Groden ist durch große zusammenhängende Ackerflächen geprägt. Die Umgebung des Vareler Hafens wird durch Siedlungsflächen, kleine Ruderalflächen, Gewerbeflächen, eine Mülldeponie sowie große Röhrichtflächen im Bereich der ehemaligen Ziegelei und der Christiansburg dominiert.

## Naturräumliche Zuordnung
Naturräumlich gehört die Jader Marsch in der Haupteinheitengruppe Ems- und Wesermarschen (Nr. 61) zum Naturraum Watten im Elbe-Weser-Dreieck Jadebusen. Auf oberer Ebene gehört es als Teil des Marschlands zur Großregion Norddeutsches Tiefland.

## Flora und Fauna
Die großen zusammenhängenden Grünlandgebiete der Jader Marsch sind ein wichtiges Brut- und Rastgebiet für Wiesenvögel. Gefährdete Tier- und Pflanzenarten kommen vor allem in den unbesiedelten Grünlandbereichen mit ihren Gräben und Kleingewässern vor. Dort leben Grünfrosch, Grasfrosch, Seefrosch und Erdkröte und Ringelnatter sowie viele zum Teil gefährdete Libellenarten in den Gräben. Wiesenpieper, Braunkehlchen, Schafstelze, Kiebitz, Rotschenkel und Reiherente sind typische Brutvögel der Region.